# Шейтан мост
Шейтан мост (на гръцки: Σαϊτάν Γέφυρα или  Γεφύρι Φαρασινού) е стар каменен мост в Егейска Македония, Гърция.
Мостът се намира в Югоизточните Родопи и пресича Лещенската река или Шейтан дере (Фарасино), малко преди бившето село Томал (Авго). Мостът има една арка.
В 1969 година името е преведено на Дяволотопос (Διαβολότοπος).